# Elección municipal de San Miguel Centro de 2024
La elección municipal de San Miguel Centro de 2024 se llevó a cabo el día 3 de marzo de 2024, en esta elección se eligió al alcalde de San Miguel Centro en El Salvador para el período de los años 2024-2027 y a su concejo municipal.
Este municipio fue creado a partir de la proclamación de la ley de reestructuración territorial, aprobada en junio de 2023. Este es conformado por los distritos de San Miguel, Comacarán, Uluazapa, Moncagua, Quelepa y Chirilagua. Todos eran anteriormente municipios independientes, pero fueron clasificados como distritos dentro del municipio de San Miguel Centro.
Esto volvió al municipio de San Miguel Centro en el tercer municipio más grande por cantidad de población según datos estimados para el 2024, con una población de 290,612 habitantes. Solo detrás de San Salvador Centro y San Salvador Este.  Además de superar al que era considerado como el tercer municipio más poblado antes de la aprobación de la nueva ley, el municipio de Santa Ana. Que ahora pasa a cuarto lugar en cantidad de población.
San Miguel Centro contiene la ciudad de San Miguel, que es la segunda de mayor población en toda la República de El Salvador, y siendo la ciudad más importante de toda la región oriental del país.

## Candidatos
El exalcalde de San Miguel, Will Salgado, se presentó a las elecciones por octava vez consecutiva. El exalcalde gobernó el municipio desde el año 2000 al 2015, bajo la bandera de varios partidos políticos, aunque había sido militante del partido derechista Gran Alianza por la Unidad Nacional desde 2011, donde sigue siendo afiliado y es el partido en el cual más tiempo ha militado. Sin embargo, en 2015, el exalcalde perdió las elecciones para alcalde de San Miguel frente al candidato del partido izquierdista Frente Farabundo Martí para la Liberación Nacional, Miguel Pereira quien gobernó entre 2015 a 2021 derrotando a Salgado dos veces consecutivas.
En 2021, el exalcalde Will Salgado se postuló nuevamente siempre bajo la bandera de Gran Alianza por la Unidad Nacional, pero en coalición con el partido Nuevas Ideas, el partido más grande de El Salvador en ese momento y hasta la actualidad. Lo que lo llevó a derrotar a Miguel Pereira del Frente Farabundo Martí para la Liberación Nacional. Salgado obtuvo el 51% de los votos contra el 36% de Pereira. Obteniendo el apoyo de los migueleños para servir por un período más luego de haber servido como alcalde por 5 períodos consecutivos entre 2000 y 2015.
Sin embargo, durante este nuevo período, Salgado obtuvo mucha impopularidad, luego de muchos escándalos y falta de obras que se dieron en el municipio. Entre ellas la más sonada fue la inclusión de Salgado en la Lista Engel en 2022. Además, de haber sido acusado de usar la policía del municipio para intimidar a su oponente político, Miguel Pereira del Frente Farabundo Martí para la Liberación Nacional.
El Partido Demócrata Cristiano, presentó a su candidato Alex Torres, un empresario de la ciudad de San Miguel. Quien fue fuertemente apoyado por Reynaldo Carballo, actual diputado de la Asamblea Legislativa por el mismo partido y quien tiene una gran popularidad en San Miguel, ya que en las elecciones legislativas de 2024 obtuvo un 24% de los votos del departamento. Esto impulsó la candidatura de Torres como la principal en oposición a Salgado. El día de las elecciones, el 3 de marzo de 2024, Torres derrotó a Salgado, con 73% de los votos, contra el 20% que obtuvo este último. Aunque este no felicitó al nuevo alcalde electo Alex Torres.